# Sanlúcar de Barrameda (ort)
Sanlúcar de Barrameda är en ort i Spanien.   Den ligger i provinsen Provincia de Cádiz och regionen Andalusien, i den sydvästra delen av landet, 500 km sydväst om huvudstaden Madrid. Sanlúcar de Barrameda ligger 12 meter över havet och antalet invånare är 65 805.
Terrängen runt Sanlúcar de Barrameda är platt. Havet är nära Sanlúcar de Barrameda åt nordväst. Runt Sanlúcar de Barrameda är det tätbefolkat, med 331 invånare per kvadratkilometer. Sanlúcar de Barrameda är det största samhället i trakten. Trakten runt Sanlúcar de Barrameda består till största delen av jordbruksmark.